# Jacques Félix
Jacques Félix (Charleville-Mézières, 31 maart 1923 - aldaar, 6 januari 2006) was een Frans poppenspeler.
Félix was medeoprichter van een hogeschool voor marionettenkunst en zette het vierjaarlijkse internationale marionettenfestival op in zijn geboortestad. Hij was bestuurslid voor de Franse en internationale organisatie van poppentheater.

## Levensloop
Félix maakte in 1941 kennis met marionetten tijdens een werkklas van marionettenspeler Géo Condé in Nancy. Hier werd hij aangestoken door de passie van het maken van marionetten van wolborduursels.
In 1945 richtte hij het gezelschap Petits Comédiens de Chiffons op, vertaald Kleine Toneelspelers van Vodden. Het gezelschap voerde verschillende vertoningen op, zoals Sneeuwwitje (1946), Les Gueux au paradis (1947), de Vier Heemskinderen (1954), Puppet Circus (1964) en 1,2,3 Soleil (1983).
Félix was daarnaast politiek betrokken op lokaal niveau en werd onder meer gekozen in de gemeenteraad van Charleville-Mézières en in het bestuur van de Office Régional Culturel de Champagne-Ardenne (ORCCA).
In 1961 organiseerde hij het eerste marionettenfestival van Charleville-Mézières dat zich vanaf 1972 ontwikkelde tot het Festival Mondial des Théâtres de Marionnettes. Van 1976 tot 1991 was hij voorzitter van de afdeling Frankrijk van de Union Internationale de la Marionnette (UNIMA) en van 1980 tot 2000 secretaris-generaal van de internationale UNIMA.
In 1972, 1976 en in 1980 ontmoette hij Margareta Niculescu tijdens het internationale festival in zijn stad, waarbij bij hen de behoefte groeide aan een plek voor professioneel onderzoek, creatie en experimenten op het gebied van marionettentheater. Félix wist de burgemeester van de stad te overtuigen een pand aan de Place Winston Churchill ter beschikking te stellen, zodat hij in 1981 de internationale UNIMA in Charleville-Mézières kon hervestigen, die daarvoor sinds 1929 in Praag gevestigd was.
Zes jaar later, in 1987, richtte hij samen met Niculescu de École nationale supérieure des arts de la marionnette op in Charleville-Mézières, een schoolinstelling die zich richt op hoger onderwijs in marionettenkunst en valt onder het Franse ministerie van cultuur.